# Caenogastropoda
Caenogastropoda este o subclasă taxonomică de moluște din clasa Gastropoda. Este un grup mare și divers, care este format în mare parte din melci de mare și alte moluște gastropode marine, dar include și câțiva melci de apă dulce și câțiva melci tereștri. Subclasa este cea mai diversă și mai reușită din punct de vedere ecologic dintre gastropode.
Caenogastropoda conține numeroase familii de moluște marine cu cochilie - inclusiv periwinkles, cowries, wentletraps, melci lunari, murex, melci conici și turride - și constituie aproximativ 60% din toate gastropodele vii.

## Biologie
Caenogastropoda prezintă torsiune și, prin urmare, sunt incluse în ceea ce anterior se numea Streptoneura (care înseamnă nervi răsuciți), cunoscută și sub numele de Prosobranchia (care înseamnă branhii înainte). Mai exact, acestea se caracterizează prin faptul că au o singură auriculă în inimă și o singură pereche de foițe branhiale și sunt echivalente cu Monotocardia sau Pectinibranchia autorilor mai vechi.

## Taxonomie
Taxonul Caenogastropoda a fost stabilit pentru prima dată de Leslie Reginald Cox în 1960 ca superordin, dar acum este uneori păstrat ca o cladă. Pe baza analizei filogenetice optime, este considerat monofiletic. Acest Caenogastropoda combină taxonii mai vechi Mesogastropoda și Stenoglossa din clasificarea lui Johannes Thiele și este echivalent cu Monotocardia revizuită, așa cum a fost definită de Mörch în 1865.
Caenogastropoda poate fi împărțită în două grupuri majore, pe baza anatomiei radulei:
- Taenioglossa (din taenio care înseamnă bandă), echivalentă cu Mesogastropoda mai veche, cu de obicei șapte dinți în fiecare rând radular.
- Stenoglossa (din steno care înseamnă îngust), Neogastropoda, cu doar 1-3 dinți pe rând.

### Taxonomia din 1997
Ponder & Lindberg, 1997 și alții de atunci (de exemplu, Vega et al., 2006; Harzhauser, 2004; și Pina, 2002.) prezintă Caenogastropoda ca un superordin, urmând sensul lui Cox, 1960. Mai recent, Bouchet & Rocroi, 2005, au revizuit Caenogastropoda ca o cladă.

### Taxonomia din 2005
Următoarea clasificare a fost prezentată în taxonomia lui Bouchet & Rocroi (2005):
- Caenogastropoda cu poziție sistematică incertă
- un grup informal Architaenioglossa
- clada Sorbeoconcha
- clada Hypsogastropoda

### Taxonomia din 2006
Colgan și alții (2006) au oferit informații suplimentare despre filogenia Caenogastropoda.

### Ultimele opinii ale Registrului Mondial al Speciilor Marine
Sorbeoconcha ar trebui să includă [Cerithioidea + Campaniloidea + toate Hypsogastropoda (adică restul de Caenogastropoda)], vezi definiția din Ponder & Lindberg, 1997: 225, nu doar [Cerithioidea + Campaniloidea], așa cum sugerează modelul de indentare din Bouchet & Rocroi. Neotaenioglossa Haller, 1892 sugerată în proiectul lui Ruud Bank pentru Fauna Europaea nu este păstrată deoarece ar necesita modificări severe pentru a elimina Pyramidellidele, Cerithioidele etc. incluse în definiția sa originală și, prin urmare, ar fi prea departe de conceptul lui Haller dacă s-ar potrivi conceptului de Sorbeoconcha. Deși este cladistic valid, taxonul Sorbeoconcha este omis în schema de clasificare deoarece (1) la zece ani de la publicarea sa, numele încă sună nefamiliar majorității și (2) nu este foarte util în clasificare, deoarece include cea mai mare parte a Caenogastropoda (excluzând doar grupurile mici Abyssochrysidae, Provannidae și taxonii architaenioglossate). Aceasta nu este o clasificare definitivă, opiniile sunt binevenite.

### Taxonomie așa cum este furnizată de WoRMS în 2021
- Subclasa Sorbeoconcha
- Superordinul Hypsogastropoda
- Ordinul Architaenioglossa
- Ordinul Littorinimorpha
- Ordinul Neogastropoda
- Ordinul [neatribuit] Caenogastropoda (nume temporar)
- Ordinul Stenoglossa a devenit sinonim cu Neogastropoda